# Charles Singleton
Charles Southward Singleton (McLoud, 21 aprile 1909 – Baltimora, 10 ottobre 1985) è stato un critico letterario e italianista statunitense.

## Biografia
Noto critico letterario, fu uno tra i più grandi dantisti nel XX secolo, del quale studiò l'interpretazione allegorica della poesia della Commedia, ma studioso anche di Boccaccio; ha insegnato alla Johns Hopkins University lungo tutta la sua carriera accademica e, per circa un decennio, all'università di Harvard.

## Opere
Ha scritto An Essay on the Vita Nuova (Harvard University Press, 1949), e i rilevanti Dante Studies (vol. I nel 1954 e vol. II nel 1958).
I suoi primi studi di italianistica e filologia, collegati al magistero dei fiorentini Michele Barbi e Mario Casella, sfociarono nelle raccolte Canti carnascialeschi del Rinascimento (Bari: Laterza, 1936); e Nuovi canti carnascialeschi (Modena: Istituto di Filologia Romanza dell'Università di Roma, 1940).
Nel 1967 ha curato il volume collettaneo Art, science, and history in the Renaissance per la Johns Hopkins University Press. Per la stessa università ha curato anche dei seminari e un volume di ermeneutica, Interpretation: Theory and Practice (1969).
Altri suoi contributi danteschi sono in La poesia della "Divina Commedia" (Bologna: Il Mulino, 1978). Diversi suoi studi sono stati editi, a cura di Giulio Vallese, anche dalla casa editrice Scalabrini di Napoli e, tradotti da Gaetano Prampolini, presso il Mulino di Bologna.
Sono da ricordare anche la sua edizione del Decameron (Bari: Laterza, 1955), basata sull'autografo Hamilton 90 e la traduzione in inglese della Commedia The Divine Comedy (Princeton University Press, 1975).

## Il pensiero
Lo studioso, sulle cui orme critiche si è mossa Irma Brandeis e rilevanti dantisti americani, focalizza la figura di Beatrice come centro dell'intera opera dantesca, ponendo anche un particolare rilievo alla lettura simultanea dei testi su più livelli, secondo l'allegoria dei teologi: quest'ultima pista critica, chiamata interpretazione figurale, è seguita parallelamente dallo studioso tedesco Erich Auerbach.

## Giudizi su Singleton
Venne definito da Vittore Branca "bizzoso e solitario", e da un suo estimatore, Eugenio Montale, "l'americano che ci spiegò Dante".

A lui è stato dedicato, tra l'altro, A Charles S. Singleton. In memoriam (fascicolo speciale di "Filologia e critica", anno XX, n. 2-3, maggio-dicembre 1995).

## Opere
- La poesia della Divina Commedia, trad. di Gaetano Prampolini, Collezione di Testi e di Studi, Bologna, Il Mulino, 1978.